# High Hopes (chanson de Kodaline)
Pour les articles homonymes, voir High Hopes.
Singles de Kodaline
Give Me a Minute
(2007) Love like This
(2013)
High Hopes est une chanson du quatuor de rock alternatif basé à Dublin Kodaline. La chanson, publiée sous format téléchargeable le 15 mars 2013, est le premier single de leur premier album enregistré en studio In a Perfect World (2013). La chanson a atteint la première position du classement irlandais des singles, l'Irish Singles Chart, et c'est la seconde fois qu'un de leur single arrive en tête des charts en Irlande depuis Give Me a Minute en 2007. Elle a été reprise dans un trailer pour le film Love, Rosie.

## Clip vidéo
Un clip vidéo accompagnant la sortie de High Hopes a d'abord été posté sur YouTube le 23 janvier 2013. Le clip, d’une durée totale de 4 minutes et 10 secondes, a pour vedette l’acteur irlandais Liam Cunningham.
La vidéo commence avec un homme dans sa voiture sur le point de mettre fin à ses jours par asphyxie. Alors qu’il est installé, une femme vêtue d’une robe de mariée arrive en dévalant la colline, poursuivie par un homme qu’elle venait sans doute de quitter devant l’autel. Puisque l’homme assiste à la scène, il laisse la femme monter avec lui et prend la fuite avec elle ; ils réussissent à s’échapper et il la conduit chez lui. Au fil du temps ils se rapprochent et tombent finalement amoureux l’un de l’autre. Lors d’une promenade, l’homme qu’elle a quitté devant l’autel leur tire dessus ; ils sont tous les deux à terre et en sang et l’homme rampe jusqu’à son amante ; l’écran fond alors au noir. L’homme se réveille à l’hôpital et il semble qu’il est le seul des deux à avoir survécu à la fusillade. Néanmoins à la fin de la vidéo, il est assis à dans ce même hôpital regardant par la fenêtre quand son amante arrive derrière lui et le prend dans ses bras.

## Liste des pistes
| No | Titre                                    | Durée |
| -- | ---------------------------------------- | ----- |
| 1. | High Hopes                               | 3:51  |
| 2. | The Answer                               | 3:41  |
| 3. | All My Friends                           | 5:26  |
| 4. | All I Want (Everything Everything Remix) | 4:57  |

## Classements
Le 21 mars 2013, la chanson est entrée directement au sommet du classement des singles en Irlande, l'Irish Singles Chart ; le lendemain elle entre au classement des singles au Royaume-Uni, le UK Singles Chart, en 16e position, leur meilleure position dans un classement au Royaume-Uni. Elle a atteint la 13e position du classement des singles en Écosse, le Official Charts Company.

### Classements hebdomadaires
| Classement (2013)                    | Position |
| ------------------------------------ | -------- |
| Australie (ARIA Charts)              | 23       |
| Belgique (Ultratop)                  | 78       |
| Irlande (Irish Singles Chart)        | 1        |
| Pays-Bas (Single Top 100)            | 86       |
| Écosse (The Official Charts Company) | 13       |
| Suisse (Schweizer Hitparade)         | 38       |
| Royaume-Uni (UK Singles Chart)       | 16       |

## Discographie
| Region      | Date         | Format                 | Label    |
| ----------- | ------------ | ---------------------- | -------- |
| Irlande     | 15 mars 2013 | Téléchargement digital | B-Unique |
| Royaume-Uni | 15 mars 2013 | Téléchargement digital | B-Unique |